# Acontece (CATVE)
Acontece é um programa de entrevistas exibido de ter. a sex. 19h15 na CATVE, 07h15 e 20h30 no Canal 21.